# 聖佩德羅德瓦卡縣
聖佩德羅德瓦卡縣（西班牙語：Cantón San Pedro de Huaca），是厄瓜多爾的縣份，位於該國北部，由卡爾奇省負責管轄，面積344平方公里，海拔高度2,980米，2010年人口30,511，人口密度每平方公里252人。